# 松坎镇
松坎镇，是中华人民共和国贵州省遵义市桐梓县下辖的一个乡镇级行政单位。

## 行政区划
松坎镇下辖以下地区：
松坎街道社区、楠木村、水柴村、柏山村、罗万村、茅坝村、岩椅村和茶店村。